# Pancerniki typu Kearsarge
Pancerniki typu Kearsarge – seria dwóch pancerników generacji przeddrednotów, zbudowanych dla US Navy na początku XX wieku. Główny okręt typu – USS "Kearsarge" – wszedł do służby w 1900. USS "Kearsarge" jest jedynym pancernikiem amerykańskim nie noszącym nazwy jednego ze stanów amerykańskich.

## Historia i opis
Budowę okrętów autoryzowano 2 marca 1895. Ten typ pancerników był pierwszym w US Navy, który miał nietypowo umieszczone wieże dział dwóch kalibrów artylerii głównej na dziobie i na rufie – dwudziałowa wieża dział 203 mm na dwudziałowej wieży dział 330 mm. Zamiarem była oszczędność na masie przez rezygnację z pancernych barbet dział 203 mm, a nadto, bardziej racjonalne wykorzystanie artylerii przez rezygnację z dwóch wież 203 mm umieszczonych na burtach, przy zachowaniu takiej samej salwy burtowej, dzięki umieszczeniu wież w osi wzdłużnej okrętu (poprzedni typ Iowa miał cztery wieże dział 203 mm, po dwie na burtach). Takie ułożenie nie okazało się jednak dobre ze względu na różnice we własnościach balistycznych pocisków obu kalibrów i wzajemne utrudnianie prowadzenia celnego ognia przez obie wieże. Obie wieże nie mogły się obracać niezależnie i musiały prowadzić ogień do tego samego celu. Istniała ponadto obawa wyeliminowania połowy artylerii głównej okrętu jednym trafieniem w wieżę. Ciężar umieszczonych wysoko wież źle wpływał na stateczność okrętu, który musiał mieć obniżoną wysokość pokładów, a przez to niższe burty i gorszą dzielność morską. W konsekwencji, układ taki nie był później wykorzystywany i zastosowano go jeszcze jedynie na kolejnym typie pancerników Virginia, projektowanym bez doświadczeń z eksploatacji typu Kearsarge. Pancerniki typu Kearsarge były także ostatnimi, które miały charakterystyczne cylindryczne wieże (ang. cheesebox – "okrągły ser"), wywodzące się w swojej formie jeszcze z okrętu USS "Monitor" z okresu wojny secesyjnej, aczkolwiek ulepszone co do konstrukcji. Konstrukcja tych wież powodowała jednak, że samo działo było umieszczone głęboko w wieży, co prowadziło do poważnego ograniczenia maksymalnego stopnia podniesienia luf i odbijało się na zasięgu ostrzału. Ponadto wieże były bardzo ciężkie, więc w kolejnych konstrukcjach zostały zastąpione przez wieże projektowane według skrzynkowego brytyjskiego stylu i umieszczone na barbetach, które były o wiele prostsze do opancerzenia i o wiele bardziej skuteczne.
Opancerzenie okrętów było ze stali pancernej Harveya. Główny pas pancerny na burtach rozciągał się na 1,06 m powyżej i 1,22 m poniżej linii wodnej, na długość od dziobowej do rufowej wieży artylerii. Najgrubszy był na odcinku od przednich kotłowni do rufowej wieży – jego grubość wynosiła maksymalnie 419 mm u góry (16.5 stóp), zmniejszając się w dół przez 336 mm na linii wodnej do 241 na dolnej krawędzi. W kierunku dziobu, do dziobowej wieży grubość spadała do 266 mm, a dalej w kierunku dziobu, do 102 mm. Pas był zakończony poprzecznymi grodziami 254 mm od dziobu i 305 mm od rufy, Wewnętrzny pokład pancerny przykrywający główny pas miał 70 mm, na końcach kadłuba opadał w dół, osiągając grubość 76 mm dziobie i 127 mm na rufie (jak widać, okręty były silniej opancerzone w części rufowej). Nad głównym pasem był górny pas pancerny, grubości 127 mm, a nad nim bateria dział 127 mm w kazamatach, na pokładzie gónym, chroniona pancerzem 152 mm.
Pancerniki miały kadłub gładkopokładowy, z dziobem taranowym i niewielkim wzniosem pokładu na dziobie, lecz na znacznej ich długości na śródokręciu burty przechodziły w ściany nadbudówki. Na dziobie wysokość burty wynosiła tylko 4,4 m. W ścianach nadbudówki na pokładzie górnym znajdowała się bateria dział 127 mm w kazamatach, po 7 na burcie. Sylwetkę okrętów uzupełniały wspomniane podwójne wieże artylerii, dwa kominy, dwa maszty ze stanowiskami lekkich działek.
Pancerniki te były pierwszymi amerykańskimi pancernikami o wysokim stopniu wykorzystania energii elektrycznej przez mechanizmy pomocnicze, łącznie z mechanizmami obrotu wież.

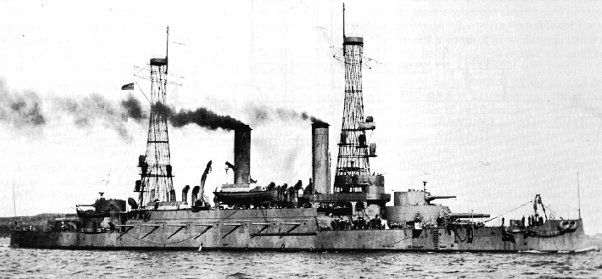
USS "Kearsarge" po modernizacji podczas I wojny światowej

W latach 1909–1911 pancerniki zmodernizowano, instalując m.in. typowe dla amerykańskich okrętów klatkowe maszty z kratownic. Wymieniono kotły na bardziej efektywne, większość dział kalibru 57 mm wymieniono na 4 dalsze działa 127 mm. Zmodernizowano też wieże. Oba okręty zostały wycofane ze służby w ramach ustaleń traktatu waszyngtońskiego. "Kentucky" został złomowany, natomiast "Kearsarge" został przerobiony na pływający dźwig stoczniowy.

## Dane taktyczno-techniczne
Siłownia
- 5 cylindrycznych kotłów parowych (8 kotłów parowych Mosher od 1909-1911), 2 pionowe maszyny parowe potrójnego rozprężania (VTE) o mocy łącznej 10 000 KM, 2 śruby
- zapas paliwa (węgiel): 410 (norm.)-1591 (maks.) t.

Uzbrojenie

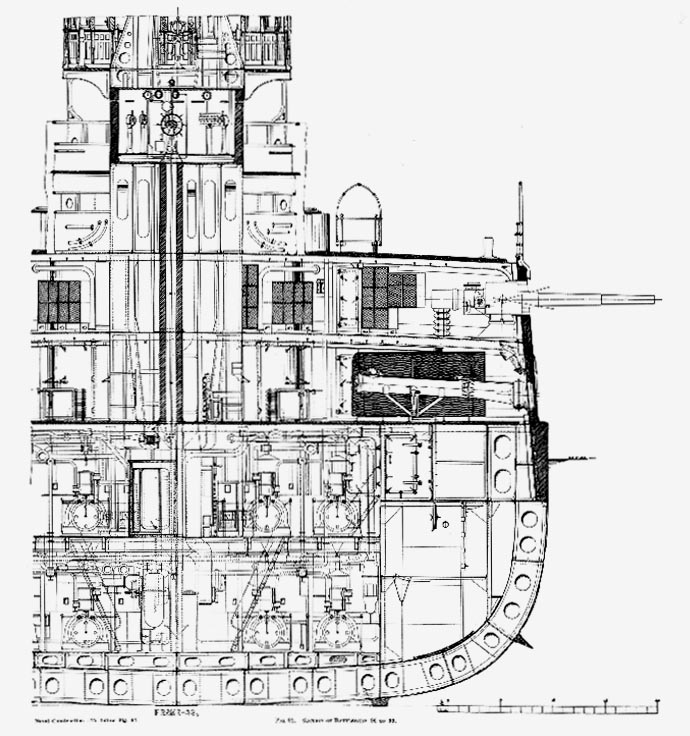
Przekrój poprzeczny (widoczny pancerz, działo 127 mm i poniżej wyrzutnia torped)

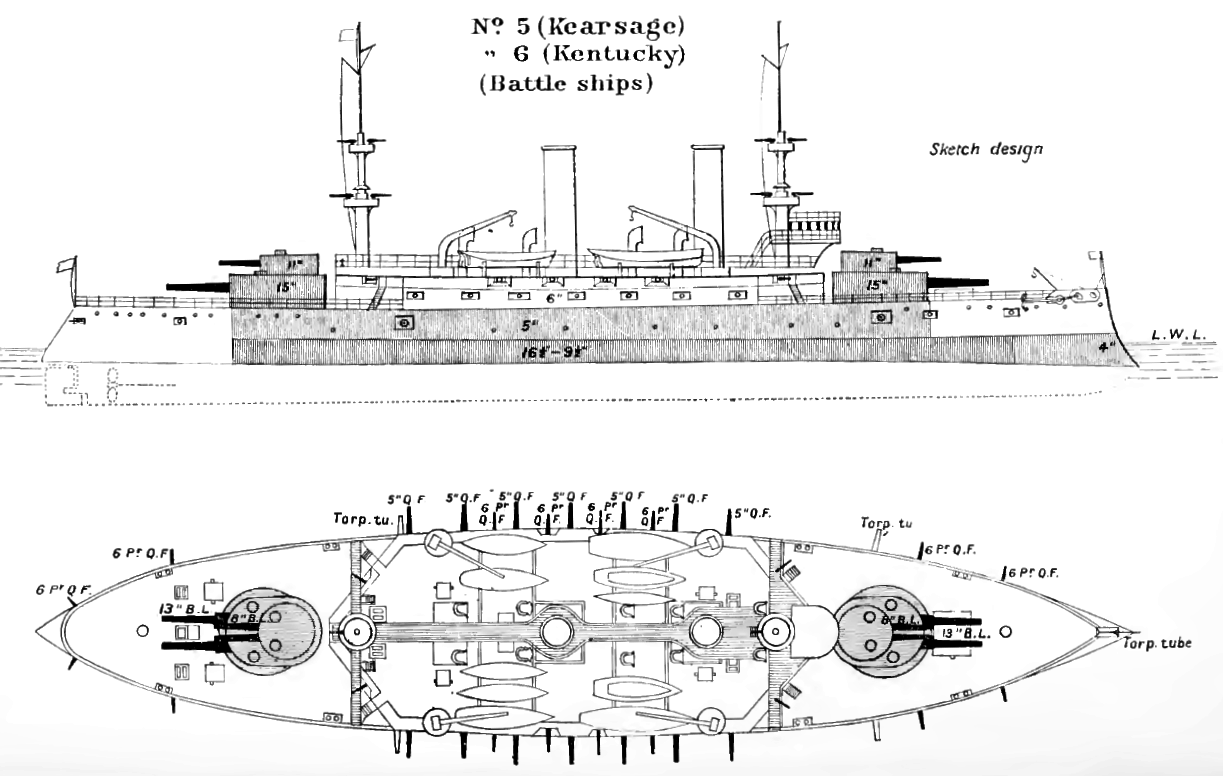
Schemat opancerzenia

- 4 działa kalibru 330 mm (13 cali) w wieżach dwudziałowych na dziobie i rufie (2×II)
  - długość lufy L/35 (35 kalibrów)
- 4 działa kalibru 203 mm (8 cali) w wieżach dwudziałowych na dziobie i rufie (2×II)
  - długość lufy L/35 (35 kalibrów)
- 14 dział kalibru 127 mm (6 cali) w kazamatach (14×I) (od 1909-1911 – 18 dział; od 1919 – 8 dział)
- 2 działa przeciwlotnicze 76 mm (od 1919)
- 20 dział 57 mm (6 funtów) (20×I) (większość usunięta w 1909-1911)
- 8 dział 37 mm (1 funt) (8×I)
- 4 karabiny maszynowe kalibru 7,62 mm (0,30 cala)
- 4 stałe wyrzutnie torpedowe kalibru 450 mm (18 cali) (usunięte przed 1909)

Opancerzenie 
- burty: 419-127 mm
- pokład: 70 mm
- wieże dział 330 mm: 432-381 mm
- wieże dział 203 mm: 280-152 mm
- barbety: 381-317 mm
- wieża dowodzenia(inne języki): 254 mm
- stali pancernej Harveya

## Okręty typuKearsarge

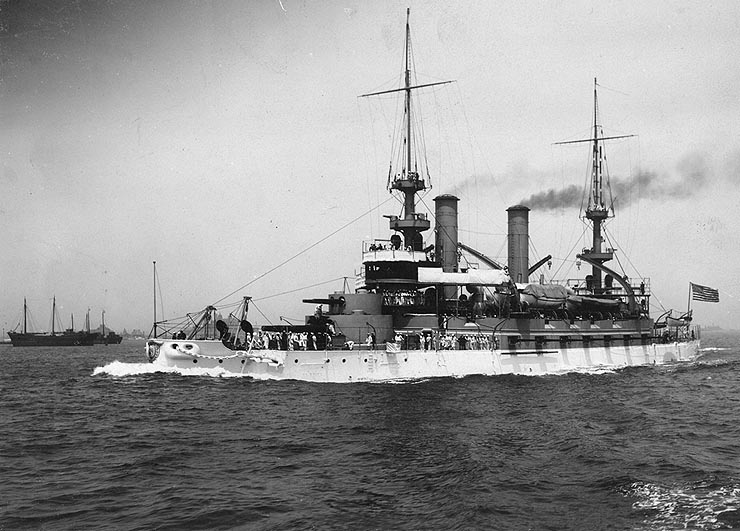
USS '"Kearsarge"

### USS "Kearsarge"
- Znak taktyczny:  BB-5 (AB-1 od 5 sierpnia 1920)
- Położenie stępki:  30 czerwca 1896
- Wodowanie:  24 marca 1898
- Przyjęcie do służby:  20 lutego 1900
- Służba: Flota Północnego Atlantyku, Great White Fleet, okręt szkolny w czasie I wojny światowej
- Los: wycofany ze służby 10 maja 1920 – przerobiony na dźwig pływający, przemianowany na Crane Ship 1 (Dzwig pływający nr 1) 6 listopada 1941

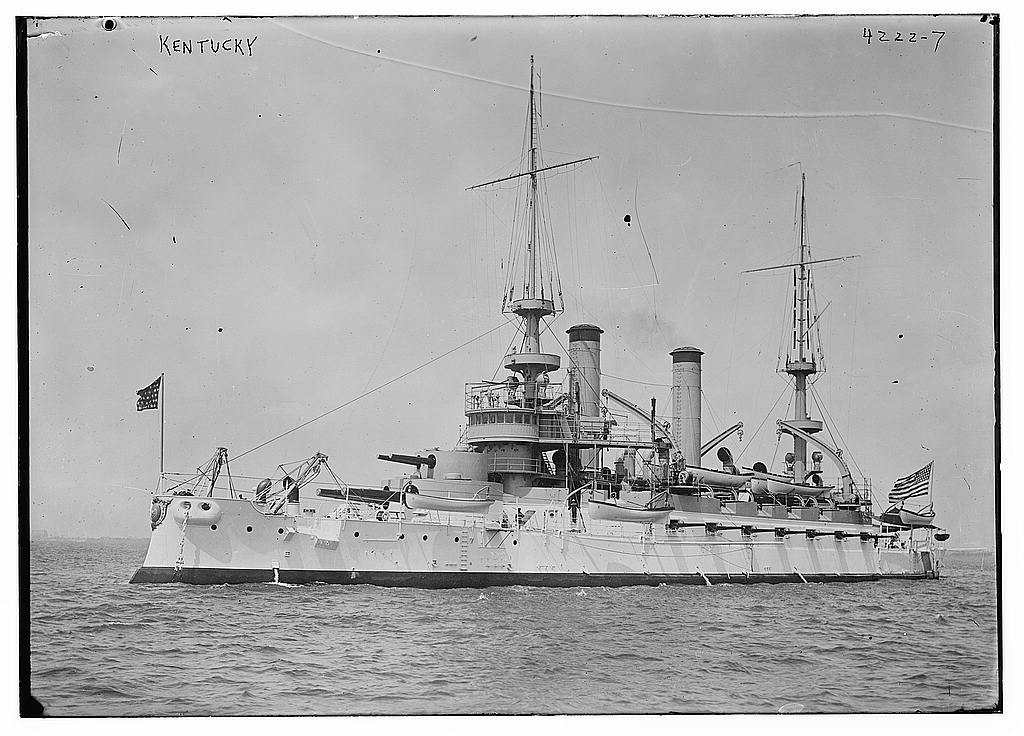
USS "Kentucky"

### USS "Kentucky"
- Znak taktyczny:  BB-6
- Położenie stępki:  30 czerwca 1896
- Zwodowanie:  24 marca 1898
- Przyjęcie do służby:  16 maja 1900
- Służba:  Flota Azjatycka, Great White Fleet, okręt szkolny w czasie I wojny światowej
- Los:  wycofany ze służby 29 maja 1920 i sprzedany na złom 23 stycznia 1924